# Cromar
Cromar (gaélique écossais: Crò Mhàrr) est une région de l’Aberdeenshire, au nord-est de l’Écosse, également connu sous le nom de Howe of Cromar.
Entouré de collines, le Morven culminant à 871 m, ce territoire de basse altitude est un mélange d’agriculture, de sylviculture et d'habitations, principalement situées à Tarland et à Logie Coldstone.  

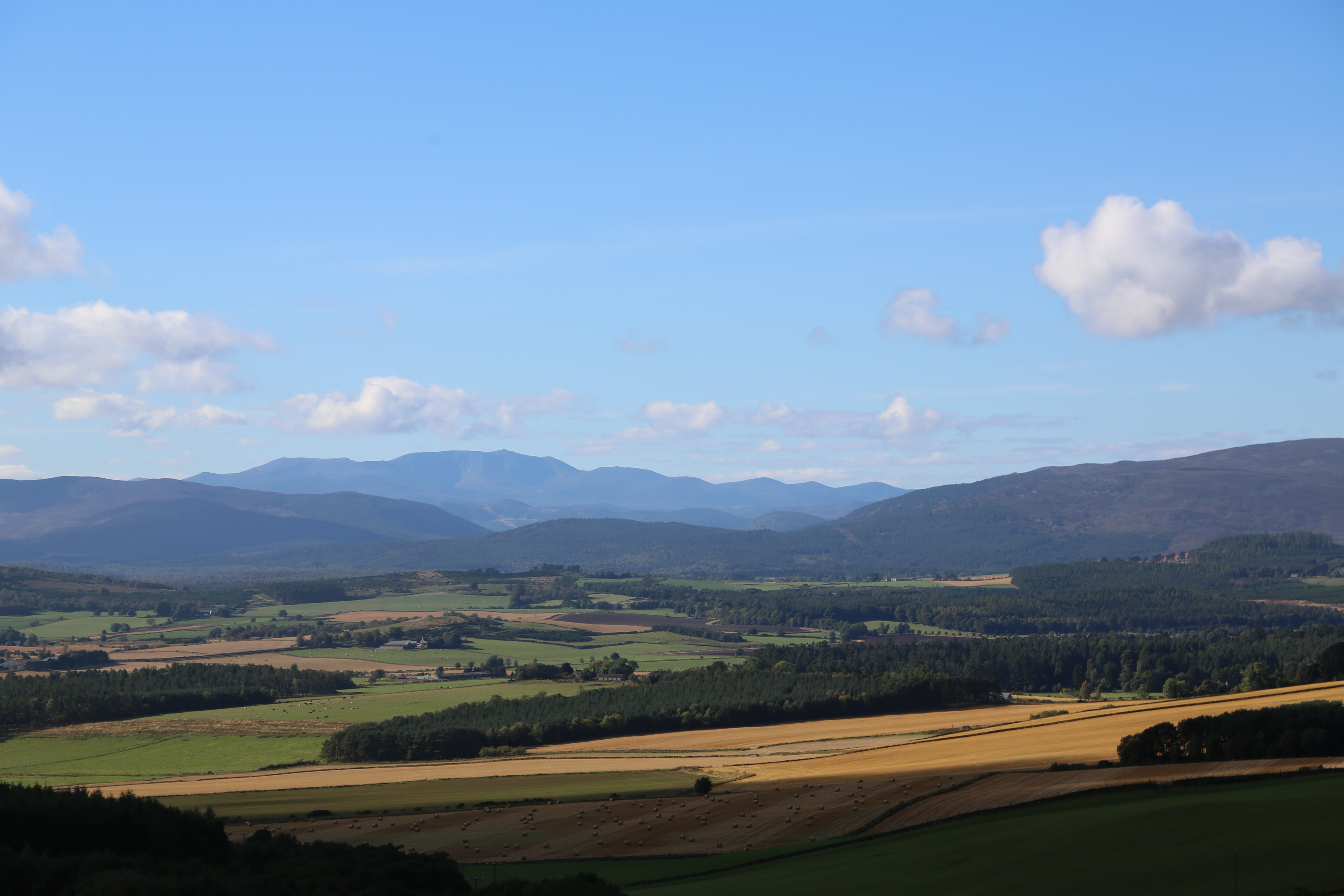
Howe of Cromar

Des preuves d’habitation humaine remontent à 4 000 ans av. J.-C., notamment le cercle de pierres tombales de Tomnaverie, de nombreux cairns funéraires, de petits cercles de pierre, des fortifications de l’âge du bronze et de pierres pictes. Ces traces témoignent de l'existence de cultures distinctes ayant vécu dans le Cromar au cours des millénaires.
Comme dans la plupart des Royal Deeside, il existe de nombreux hameaux dans la région, notamment Blelack, Tillypronie, Douneside et Alastrean House.
Les terres sont principalement destinées à l'élevage de bovins et d'ovins. Il existe un certain nombre de plantations forestières commerciales mais également des zones de forêts naturelles de bouleaux. Les hauteurs autour du Cromar sont constituées de landes de bruyères.

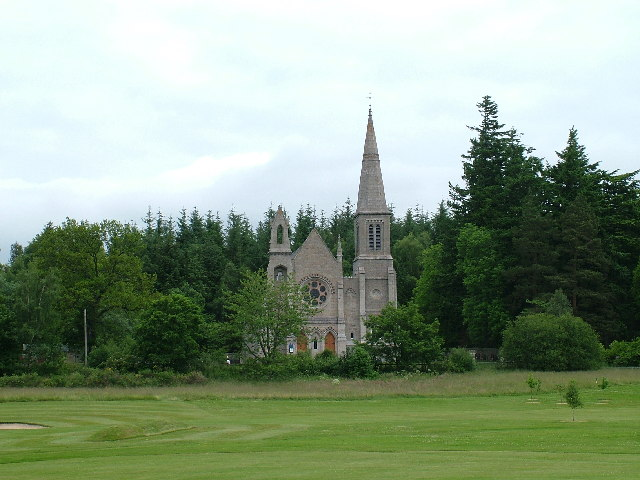
Église paroissiale de Cromar
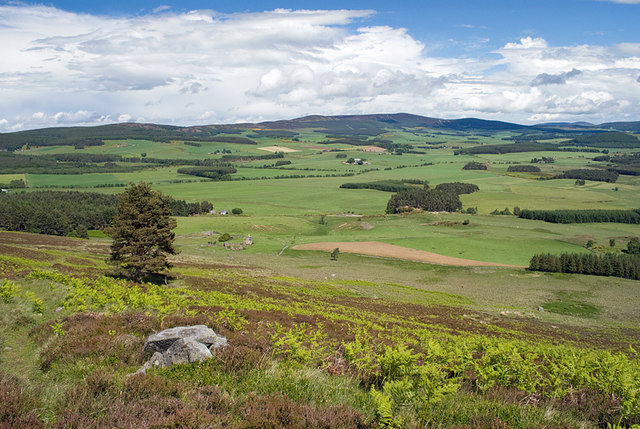
Howe of Cromar près de Balhennie
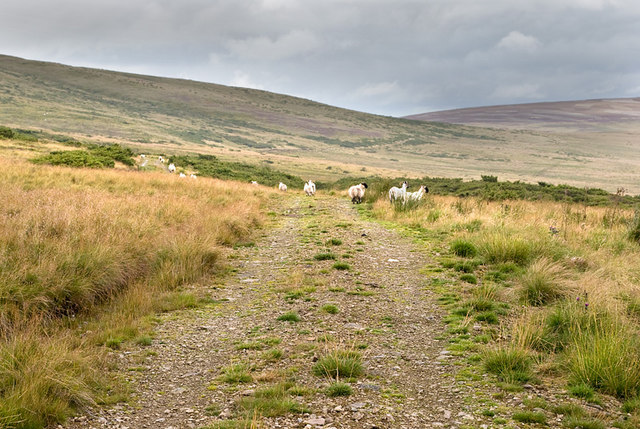
Chemin à Cromar
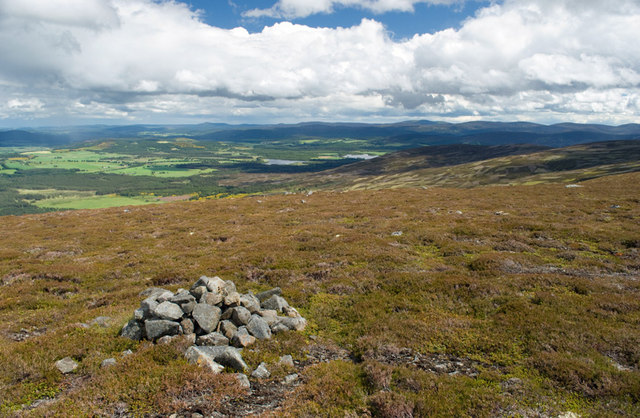
Cairn sur les pentes Est du Morven